# Andreas Thiel (Satiriker)

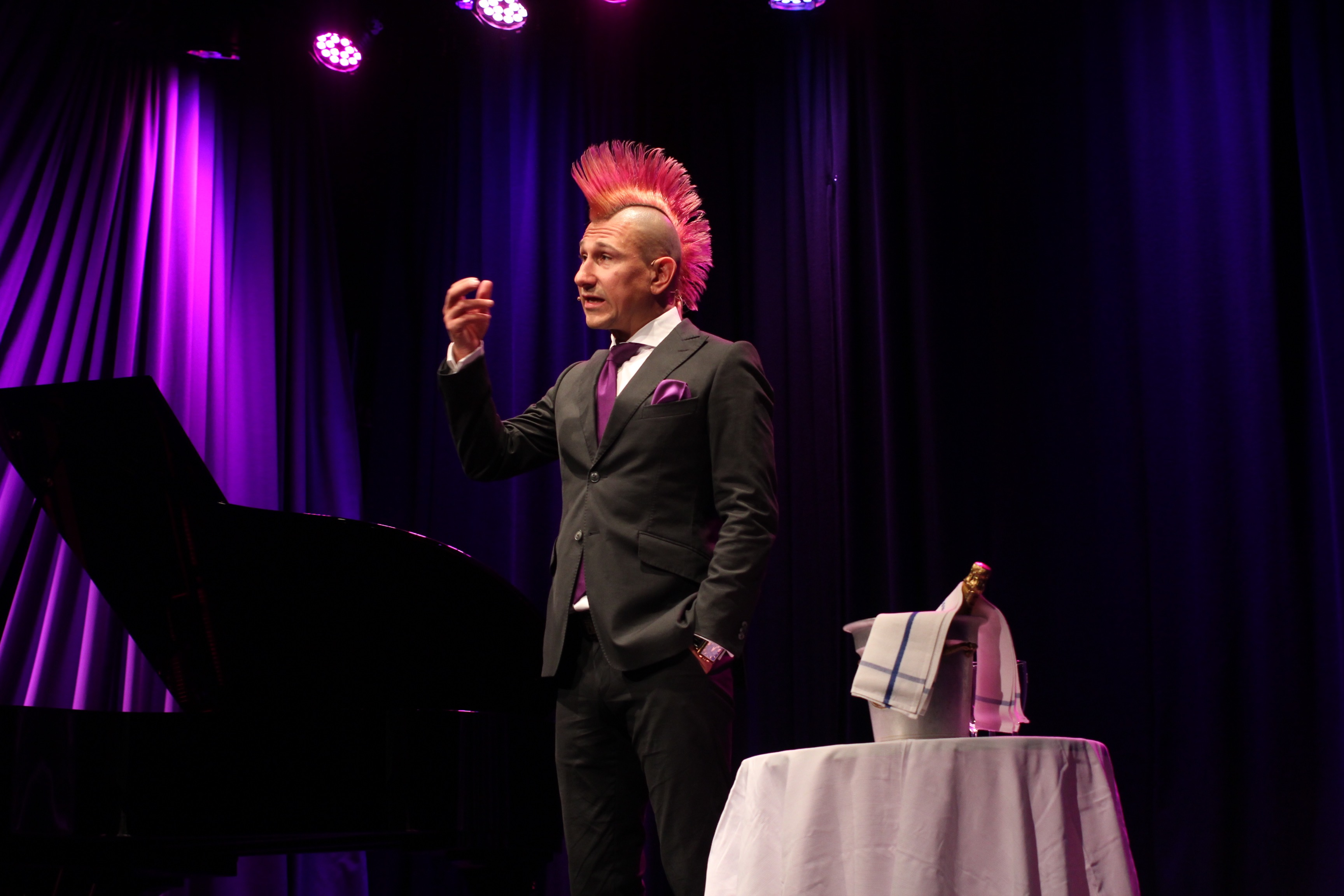
Andreas Thiel (2014)

Andreas Christof Thiel (* 2. Februar 1971 in Bern) ist ein Schweizer Kabarettist und Satiriker.

## Biografie
Andreas Thiel absolvierte eine Lehre als Bauzeichner und besuchte anschliessend die Schauspielschule. 1995 machte er seinen Abschluss an der Desmond Jones School of Mime and Physical Theatre in London.
Sein erstes Programm führte Thiel ab 1997 zusammen mit Jean Claude Sassine unter dem Titel Einsames Literarisches Kabarett auf. Seither trat er mit mehreren Programmen auch ausserhalb des deutschen Sprachraums auf, etwa in London, Mailand, Rom, Bangkok, Hongkong, Kaohsiung, Taipeh oder Taitung.
Im Oktober 2004 war Thiel erstmals Gastgeber der Sendung Comedy im Casino.
Thiel war Mitbegründer des Bösen Montags im Theater am Hechtplatz in Zürich (2003–2006, 2009), Mitgründer des Tintensaufens in Bern und Taufpate des Internationalen Festivals für Komische Künste in Winterthur. Er war Kolumnist in der Berner Zeitung, schreibt im Nebelspalter und in der Weltwoche. 2012 war er Karikaturist, 2014 lebte er mit seiner Frau nach einer zweijährigen Wohnsitznahme in Island in Indien ohne festen Wohnsitz, von 2015 bis 2016 war er Kolumnist für die Zeitschrift Schweizer Monat.
Seit Juni 2022 hat Thiel eine eigene Talkshow namens Yoyogaga beim  Webradio Kontrafunk.
Seinen Lebensunterhalt verdiente Thiel nach dem abrupten Ende seiner Karriere als Komiker hauptsächlich mit philosophischen Vorträgen. 2024 wurde der Kinofilm Kalbermatten vorgestellt, der 2025 in die Kinos kam. Thiel war dort Produzent und Teilhaber zusammen mit hundert Aktionären, welche zwischen 5000 und 100’000 Franken einschossen. Thiel wollte in der Folge auch ein Schweizer Filmstudio bauen.
Andreas Thiel ist Mitglied der Solothurner Schülerverbindung GV Palatia Solodorensis. Er ist verheiratet, hat zwei Kinder und lebt in der Schweiz.

## Positionen
Andreas Thiel sieht sich selbst als anarchistisch orientierten Satiriker. Er vertritt auch libertäre Ansichten. Er bezeichnet Sozialdemokraten als «Sozialisten», die die Macht anstrebten, nennt sich selbst einen freiheitsliebenden «Anarchisten» und steht staatlichen Subventionen des Kulturbetriebs kritisch gegenüber. Thiel wanderte 2009 nach Island aus, da er die seiner Meinung nach hohen Steuern in der Schweiz nicht mehr zahlen wollte. Steuern lehnt er als «unanständig» ab.
In seiner «Streitschrift» Der Schatten des Ostens kritisiert Thiel den Koran als eine Sammlung von Hasstiraden und bezeichnet den Islam als nicht reformierbar. Nach der Veröffentlichung seines Artikels in der Weltwoche war Thiel am 15. Dezember 2014 Gast in der im Schweizer Fernsehen SRF 1 ausgestrahlten Gesprächssendung Schawinski. Das Gespräch zwischen Thiel und dem Moderator Roger Schawinski wurde schnell emotional. Die beiden Protagonisten stachelten sich im Verlauf der Sendung gegenseitig auf, sodass der Gesprächsverlauf schnell auch beleidigend wurde. Die Sendung erzeugte ein grosses mediales Echo und verletzte nach Ansicht des Ombudsmanns der SRG Achille Casanova das Sachgerechtigkeitsgebot. Die meisten der zahlreich eingegangenen Beschwerden monierten hierbei allerdings die als polemisch empfundene Gesprächsleitung.
Laut Eigenangabe hatte Thiel durch den Streit mit Schawinski «beruflich alles verloren».
Thiel war Redner bei massnahmenkritischen Demonstrationen während der COVID-19-Pandemie in der Schweiz und verglich dabei die Schweiz mit der DDR-Diktatur.

## Auszeichnungen
- 1999: Salzburger Stier in Leipzig (zusammen mit Sassine)[1]
- 2004: Schweizer KleinKunstPreis
- 2005: Prix Walo
- 2005: Prix Pantheon Jurypreis Frühreif & Verdorben
- 2008: Schweizer Kabarett-Preis Cornichon
- 2008: Arosa Humorfüller, Jurypreis des Arosa Humor-Festivals
- 2013: Deutscher Kabarettpreis

## Werke

### Bücher
- Unbefleckte Sprengung. Salis, Zürich 2010, ISBN 978-3-905801-42-2 (die Beiträge sind erstmals zwischen 2005 und 2010 im Nebelspalter erschienen).
- Humor. Das Lächeln des Henkers. Werd & Weber, Thun 2015, ISBN 978-3-85932-771-9.
- Intelleckt mich. «Der Kaiser ist trotzdem nackt». Werd & Weber, Thun 2016, ISBN 978-3-85932-808-2.
- Politik und Poetik. Tiefseewimperntusche. Werd & Weber, Thun 2017, ISBN 978-3-85932-882-2.

### CDs
- Lavendeltreppe, Ausschnitt aus dem Programm Spiegelbild und Schatten, von und mit Andreas Thiel & Jean Claude Sassine (Musik), 2003, KB-2005-2
- Politsatire, von und mit Andreas Thiel, aufgenommen im Februar 2005, Casinotheater Winterthur, KB-2005-1
- Peter Stamm: Schwester Erna & Herbert – Herzen in Sturm. Mit Therese Affolter, Andreas Thiel und Annalena Fröhlich (Musik). Litera’thur, Winterthur 2006
- Politsatire 2, von und mit Andreas Thiel und Annalena Fröhlich (Musik), aufgenommen im Frühling 2007, La Cappella Bern, KB-2007-1
- Politsatire 3, von und mit Andreas Thiel, aufgenommen im Frühling 2009, Theater am Hechtplatz Zürich, KB-10-1
- Macht – Politsatire 4, von und mit Andreas Thiel, aufgenommen im Herbst 2012, Theater am Hechtplatz Zürich, KB-AT-2013-9